# Ледяной дом (опера)
«Ледяной дом» — опера в четырёх действиях и семи картинах русского композитора Арсения Корещенко. Либретто к опере, в основу которого положен одноимённый роман Ивана Лажечникова, написал Модест Чайковский, младший брат композитора Петра Ильича Чайковского.
Генеральная репетиция постановки перед премьерой состоялась 5 ноября 1900 года. Сама же премьера оперы Корещенко на сцене московского Большого театра прошла 7 ноября 1900 года (дирижёр У. Авранек, режиссёр Р. Василевский). По сравнению с романом Лажечникова акцент в опере был смещён на личность Бирона, образ которого воплотил Фёдор Шаляпин. Другие партии исполнили М. Дейша-Сионицкая (Мариорица), С. Синицына (Мариула), Л. Николаева (Гоф-девица), А. Денисевич (Паж), Л. Донской (Волынский), И. Соколов (Мусин-Пушкин), С. Трезвинский (Хрущов), В. Тютюнник (Зуда), Г. Хлюстин (Подачкин), В. Цветков (Василий), А. Успенский (Педрилло).

## Художественное оформление

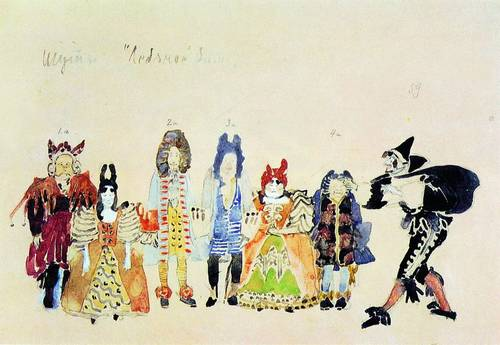
Шуты. Эскиз костюмов к опере А. Н. Корещенко «Ледяной дом». А. Головин. Государственный центральный театральный музей им. А. А. Бахрушина

Декорации и костюмы к опере создал художник Александр Головин по поручению директора Императорских театров Владимира Теляковского. Для Головина это был первый опыт работы в Большом театре.
Художник впоследствии вспоминал, что на начальном этапе его охватило чувство неуверенности в собственных силах: «Хорошо помню охватившее меня паническое настроение. Самый острый момент растерянности я испытал, когда после разговора с Теляковским отправился в магазин Аванцо, где мне нужно было сделать некоторые покупки; не доходя до магазина я обернулся назад и увидел огромную «спину» Большого театра. Я почувствовал жуть при мысли, что мне предстоит — впервые в жизни — расписывать холст размером 18х32 аршина. Пугал и самый масштаб предстоящей работы, и сознание ответственности за неё, и возможная неудача».
Но опасения Головина оказались напрасными. Созданные им декорации имели оглушительный успех у театральной публики. Художественному оформлению постановки критики уделили не меньшее внимание, чем исполнителям. В 1900 году эскизы декораций художника были представлены на академической выставке наряду с произведениями станковой живописи.

## Критика

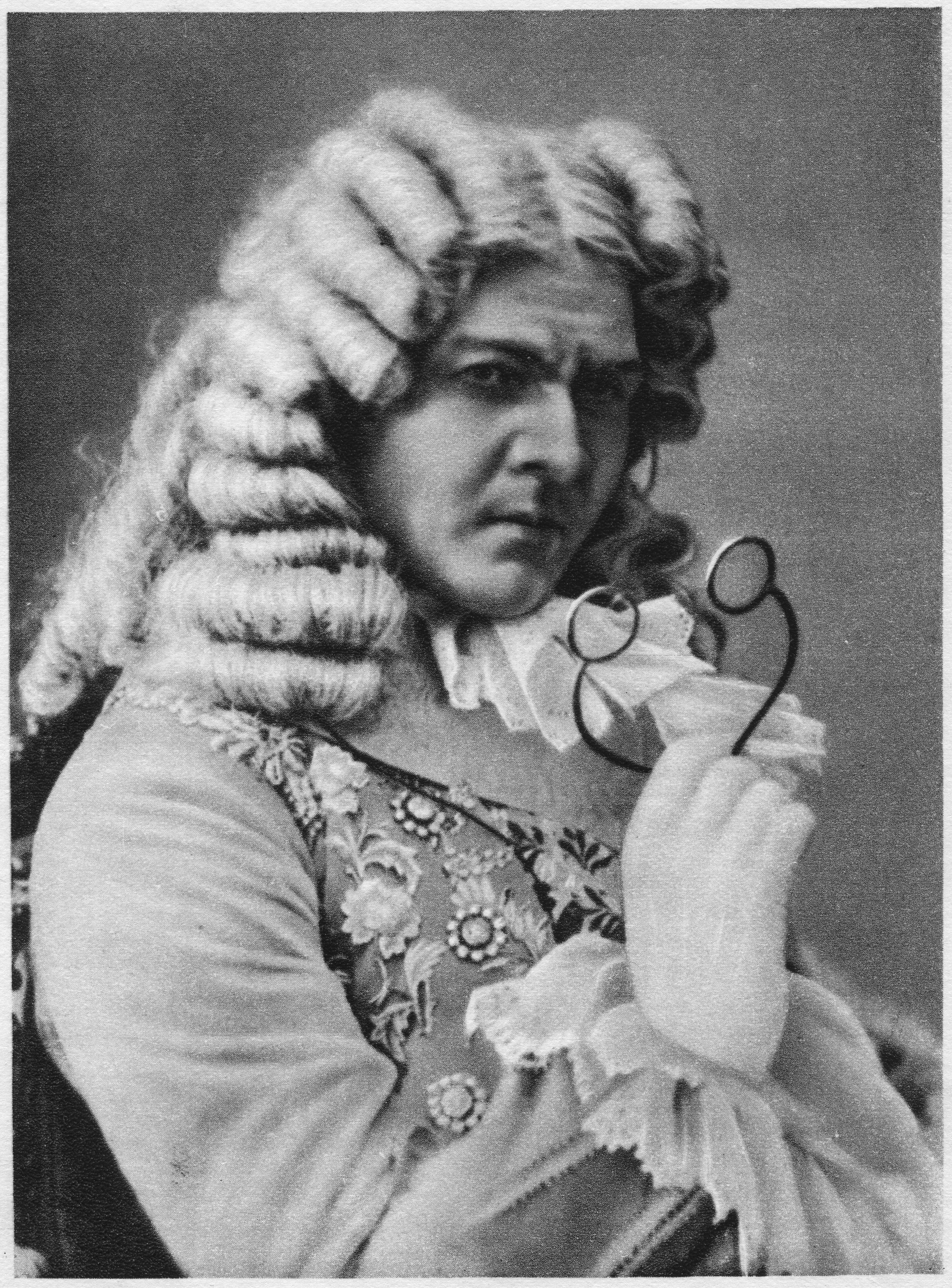
Шаляпин в образе Бирона

В номере газеты «Новости дня», датированном днём премьеры оперы, отмечалось, что её постановка была «за некоторыми вычетами, прекрасна». Газета «Русское слово» охарактеризовала спектакль так: «Постановка очень недурна, но особенною роскошью, как предполагалось, не блещет».
Рецензенты высоко оценивали исполнительское мастерство Шаляпина. В частности, восторженно об оперном певце отзывался музыкальный критик Николай Кашкин: «В исполнении „Ледяного дома“ на безукоризненном русском музыкальном языке говорил один г. Шаляпин: это действительно плоть от плоти, кость от костей русской музыки. <…> врождённый музыкальный талант позволил ему угадать сущность композиций, им исполняемых, и в результате явился такой полный и блестящий представитель русской школы пения, какого до сих пор не было».